# 疾病管理
疾病管理（英語：disease management）的定義是“一種系統，為自我照顧佔比很高的患者群組，在其接受醫療衛生干預措施，以及溝通之時，提供協調的功能。” 
對於可獲得醫事人員或是患者同伴支持的人們，這種系統讓慢性病患者（也包含患者的家人、朋友、以及護理人員）與醫事人員和/或患者同伴分享知識、責任、和護理計劃。這種系統需要與社區的社會支持網絡、相關的關懷專業、願意合作或提供指導的臨床專業人員、以及經過驗證的在地網上資源，一起整合參與之後，才能發揮作用。知識分享、知識建立、以及學習型的社區是疾病管理概念中不可或缺的成分。這是一項人口健康策略，也是達到個人健康的方式。通過知識，技能來預防或縮小疾病（通常為慢性病）的影響，可降低醫療衛生的成本，和/或改善個人生活品質，讓人們在生活以及總體護理上，縱然是在生病的情況下，有能掌控的感覺。但在另一方面，這樣做可能會產生高昂成本，促進使用高價的醫療處置措施，而讓醫療衛生成本增加。

## 歷史
疾病管理是由管理式醫療護理、論人計酬支付模式、以及對醫療衛生的需求管理發展而來，牽涉到的是與改善，或是維持大量人口健康有關的“流程”和“人員”。系統處理的通常是一般慢性疾病，以及降低這些疾病將來產生併發症的措施。
疾病管理所關注的疾病包含有：冠狀動脈疾病、慢性阻塞性肺病（COPD），腎功能衰竭、高血壓、心臟衰竭、肥胖症、糖尿病、哮喘、癌症、關節炎、重性抑鬱疾患、睡眠呼吸中止症、骨質疏鬆症、以及其他常見慢性疾病。

## 產業
在美國，疾病管理是個大型產業，有很多供應商。根據收入和別的標準，排名在前的疾病管理組織有Accordant（為Caremark的子公司）、Alere（在2017年被美國雅培併購）、Caremark（不包括其Accordant子公司）、Evercare、Health Dialog 、Healthways（在2018年改名為Tivity Health）、LifeMasters（現屬於StayWell）、LifeSynch（以前公司名稱為Corphealth）、Magellan Health，麥克森公司、和MedAssurant。
疾病管理對於衛生政策、機構、信託、協會、和雇主尤為重要。在2002年所做的一項調查發現，在參與健康維持組織/服務點計劃（HMO/POS）的人之中，有99.5％加入至少涵蓋一項疾病管理計劃。美世諮詢所做的一項研究顯示，由雇主贊助的醫療保險計劃，包含有疾病管理計劃的佔比，從2002年的41％，到2003年增長到58％。而根據蘭德公司在2013年發布的研究報告，在2012年，美國僱用最少有50名僱員的雇主所贊助的醫療保險計劃，其中包含有疾病管理干預計劃的佔比是56%。
據報導，美國在1997年花在疾病管理之上的費用是8,500萬美元，到2002年則為6億美元。在2000年至2005年之間，疾病管理組織的收入的複合年增長率為28％。波士頓諮詢公司在2000年做的估計，美國疾病管理外包的市場到2010年為200億美元；但是美國最大的疾病管理諮詢機構-疾病管理採購協會（Disease Management Purchasing Consortium）在2008年估計，疾病管理組織整體收入在2010年將達到28億美元。截至2010年，一項採用國家門診醫療調查（National Ambulatory Medical Care Survey）數據的研究估計，在至少罹患有一種慢性病的美國人，其中的21.3％會使用疾病管理服務。而慢性病的整體支出，佔美國醫療衛生支出的75％以上。

## 處理程序
疾病管理的基本前提是，如果使用正確的工具、專家、和設備，在短期內可把勞動力成本（特別是在缺勤、假性出勤、和直接醫療保險費用）降至最低，資源能被更有效利用。整體的想法是緩解病理，而不是治癒疾病。首要是提高生活品質和日常生活活動。在某些情況下，改進成本也是必要的功能。但是有些疾病管理組織認為，要在當今衡量疾病管理改善長期問題的成果，並不容易，但仍應持續進行，要到10至20年內後才能得到更好的數據。大多數疾病管理供應者會為他們的計劃提供投資報酬率（ROI）的數據，但是計算ROI的方法太多，成為莫衷一是。
針對這種差異現象，這個行業的協會-持續護理聯盟（Care Continuum Alliance）召集行業的領導者，制定全員達成共識的準則，以便針對疾病管理、健康、和其他服務人群的計劃，來衡量其臨床和財務成果。為這項制定工作貢獻心力的組織有美國健康照護研究及品質機構（AHRQ）、國家品質保證委員會、使用審查認證委員會、和聯合委員會。建制出成果報告指南的第一卷（現已有四卷），這份報告把業界有共識的衡量方法詳細列出。
目前已建制完成的有透過網頁的評估工具、臨床指南、健康風險評估、利用電話服務中心執行分診、最佳實踐、處方集，還有許多其他的裝置、系統、和協議。
專家方面則包括有精算師、醫生、藥劑師、醫學經濟學家、護理人員、營養師、物理治療師、統計學家、流行病學家、以及人力資源專業人士。設備方面有電子郵件系統、透過網頁的應用程式（包含或未包含線上互動模式）、監視設備、和電話系統。

## 有效性

### 或有偏差
如果疾病管理計劃是自願性，研究其有效性可能會受到自我選擇偏差的影響；也就是說，計劃可能會“吸引已非常有意願讓計劃成功的人士參與”。至少有兩項研究發現，對於參加疾病管理計劃的人與未參加的，他們在臨床、人口學、成本、利用率、和品質參數的醫學基線上有顯著差異。為致力減少因基線差異而導致疾病治療效果評估的偏倚，使用隨機對照試驗會優於使用觀察性研究的方法。
即使某項特定研究採用隨機試驗方式進行，也不一定能對疾病管理的有效性提出有力證據。有篇在2009年發表的評論文章，對心臟衰竭管理計劃所做的隨機試驗和綜合分析的結果，經過審查後，提出其中許多並未通過PICO流程和報導試驗統一標準聲明的測試：“對於干預以及比較的描述不夠充分；原本複雜的計劃被過度簡化；並且並未把計劃本身、患者群組、和場所中具有的顯著差異納入分析。” 

### 聯邦醫療保險
2003年實施的的《醫療保險處方藥，改良和現代化法案》中第721章授權聯邦醫療保險和聯邦醫療補助服務中心（CMS）從事後來成為“醫療衛生服務支援（Medicare Health Support，MHS）”的項目，用以研究疾病管理的工作。這個項目的第一階段中有疾病管理公司（例如安泰人壽健康管理（Aetna Health Management）、信諾健康支援（CIGNA Health Support）、Health Dialog Services Corp.、Healthways（後來更名為Tivity Health）、和McKesson Health Solutions）透過競爭程序而被選中，在美國八個州和哥倫比亞特區中運作。MHS項目的研究重點放在產生高額聯邦醫療保險（Medicare）費用的糖尿病或心臟衰竭的患者身上。在前述八個州和哥倫比亞特區的每一個點，大約有20,000人被隨機分配到干預組，而有10,000人被隨機分配到對照組。CMS在臨床品質和受益人滿意度方面與疾病管理計劃公司討論，以節省5％成本作為目標。計劃在2005年8月至2006年1月之間分別啟動。現稱為持續護理聯盟（Care Continuum Alliance）的行業協會前身DMAA，稱讚這項計劃是“史上第一個把先進的護理管理技術整合到Medicare按服務收費方式的先導計劃。”
美國三角研究所在2007年6月對項目的第一階段，一個6個月的先導計劃所做的初步評估，有“參與者以及財務上的三個重要發現”：
- 在先導計劃開始前，干預組內患者的Medicare支出比對照組內的要高。
- 干預組中參與者的Medicare支出，比非參與者支出要低（表示參與者比較健康）。
- “迄初步評估發布為止，費用支出遠超過計劃所能產生的節省。”

DMAA把重點放在初步評估中的另一個發現，即“受益人和醫師對慢性疾病管理服務具有高滿意度”。有評論指出，這發現“只是觀察性的”，因為“一開始時兩者的基線並不相同”。另一評論稱這MHS項目“是個大問題”。於2008年秋季所發表，針對先導計劃評估報告的結論是：“迄今為止的結果，在節省成本，或是降低急性醫療利用率方面，成功的程度有限。”
在2007年12月，CMS把預定節省5%的財務門檻改為中性預算（即不設定節省目標），持續護理聯盟對此決定表示“讚賞”。但CMS在2008年1月因為法定期限已屆，而把第一階段終止。有四位參議員寫信給CMS，請其把終止決定更改。持續護理聯盟對終止提出責難，並要求CMS盡快啟動第二階段。對這項目的其他批評中，疾病管理公司聲稱Medicare“招募而來的患者的身體情況比預期的更為嚴重”，Medicare未能及時把患者的處方和化驗結果資訊傳遞給個管理公司，同時禁止管理公司挑出最能從疾病管理方式受益的患者。
到2008年4月，CMS已在這個項目上花費3.6億美元。所有程序在2006年12月至2008年8月之間結束。
實驗MHS的結果於2011年11月在《新英格蘭醫學雜誌》中發表。研究人員將隨機分配給干預組的163,107名患者與隨機分配給對照組的79,310名患者進行比較後發現“疾病管理程序與常規護理相比，前者並未把住院或急診的次數減少”。此外，“在Medicare支出上並未產生明顯的節省”，疾病管理公司向CMS收取的淨費用為每位患者每月醫療費用的3.8％至10.9％。研究人員認為，這些前述的結論可能是由於被研究患者本身的慢性病嚴重性、患者住院後延誤接受疾病管理、以及健康指導者與患者的初級照護提供者之間缺乏整合所造成。

### 其他相關研究
其他對疾病管理有效性的相關研究有：
- 美國國會預算辦公室（英语：Congess budget office）（CBO）在2004年的分析，得出的結論是“沒有堅實結論來認定疾病管理計劃會降低總成本”。[2]這份報告促使疾病管理行業“競相端出更好的服務案例” [42]。
- 在2005年對44項疾病管理案例所做審查發現，在鬱血性心臟衰竭和多重慢性疾病狀況的ROI是正數，而在糖尿病、哮喘、和抑鬱症方面的ROI或是沒結論、或是結論混雜，否則就是負數[43]。康奈爾大學和醫療衛生資訊及分析公司Truven Health Analytics（英语：Truven Health Analytics）報告的主要作者被引述說，由於對疾病管理的ROI研究不足，會“令人擔憂，因為有許多公司和政府機構已採用疾病管理方式為罹患慢性疾病的人做成本控制。”[15]
- 由蘭德公司在2007年，針對26項小規模疾病管理計劃的評論和綜合分析，以及3項針對人類群體疾病管理計劃的評估，所得結論是：“付款者（如Medicare）和政策制定者應對[有關疾病管理]的公司請款保留疑問，並應要求它們提供透明和有科學方法支持的證據。” [44]報告特別指出：
  - 疾病管理，可改善鬱血性心臟衰竭、冠狀動脈疾病、糖尿病、和抑鬱症的“臨床護理療程”（例如，“遵照循證指南執行”中所提）。
  - 說疾病管理對健康相關行為無影響，是無結論性證據、證據不足、或者是有證據的混合。
  - 疾病管理可在鬱血性心臟衰竭、冠狀動脈疾病、糖尿病、和抑鬱症方面導致較好的控制。
  - 說疾病管理對臨床結果沒有影響，是無結論性證據、證據不足、或者是有證據的混合（例如，在“死亡率以及身體功能”章節中所提）。
  - 疾病管理減少鬱血性心臟衰竭患者的住院率，但抑鬱症的醫療衛生利用會增加，對於其他研究中的疾病則尚無結論性證據，或有足夠的證據。
  - 在財務結果方面，沒有結論性證據，證據不足，或是有證據說無效果，或是說成本會增加。
  - 疾病管理對鬱血性心臟衰竭和抑鬱症患者而言，可提高滿意度和與健康生活品質，但對其他研究中的疾病則證據不足。

蘭德公司研究小組隨後寫信給編輯，聲稱“縱然學者們或者不信”，疾病管理仍能“滿足當今使用者的需求"。
- 在2008年所做的整體評價和綜合分析所的的結論是，慢性阻塞性肺病的疾病管理“適度把運動能力、健康生活品質、和住院率改善，但在全因死亡率（all-cause mortality）方面並無改善”[46]。
- 在2009年，一項針對27項研究的審查結果“對於成人哮喘疾病管理計劃的有效性或成本效益...，無法得出明確結論”。[47]
- 加拿大在2009年發表的一篇整體審查報告發現，對慢性病透過遠距醫療在家做疾病管理可節省成本，但“研究發現這樣的做法，通常品質方面都較低”。[48]
- 荷蘭的研究人員對2007-09年發表的31篇論文做系統性審查，結論是有關四種疾病的疾病管理計劃在減少醫療衛生支出方面“尚無確切的證據”。[49]
- 一項在2009年從事的隨機試驗綜合分析，公佈的資料中估計，糖尿病的疾病管理“對糖化血紅蛋白水準，有臨床上中等，但顯著的影響”，實驗組和對照組之間的平均絕對偏差為0.51％[50]。
- 一項在2011年所做的心臟衰竭疾病管理計劃的“綜合審查”（對綜合分析所做的系統性審查）發現其中“品質混雜”，因為那些被審查的報告中缺乏重要的特點[51]。
- 2015年對隨機對照試驗進行的系統性審查，研究慢性病管理計劃對罹患哮喘成人的影響，發現與常規治療相比，有多名專業醫事人員共同採用協調的方法，可對嚴重哮喘患者產生積極的影響，肺功能以及生活品質可獲得改善[52]

對前述七項的審查中，未提到的研究報告則有：
- 英國在2007年發表的研究發現，如果患者接受護士主導的疾病管理（而非常規護理），冠狀動脈疾病和心臟衰竭患者的護理可得到某種程度的改善（例如，血壓和膽固醇可獲得較好的控制）[53]。
- 加拿大在2007年所做的研究，心臟衰竭的患者，被隨機分為接受或不接受疾病管理，為期六個月。經過2.8年的隨訪，兩組的急診就診率、住院率、和再入院率均無差異[54]。
- 2008年在美國所做的研究發現，與“常規護理組”相比，由護理人員主導對心臟衰竭患者的疾病管理，在每個質量調整壽命年都有“合理的成本效益”[55]。
- 2008年在荷蘭所做的一項研究，對於心臟衰竭患者出院後，把無疾病管理，或僅有“基本”由護士主導的疾病管理，還有“密集”由護士主導的疾病管理的三個組別作比較；三組患者的住院和死亡均無顯著差異[56]。
- 在2008年所做的一項回顧性的隊列研究發現，心臟病發作後的疾病管理並未增加患者使用推薦的藥物[57]。
- 在2008年所做的一項研究，在為期兩年的15個護理協調（即疾病管理）計劃中，“少有計劃會改善患者的行為、健康、或護理品質”， “沒有計劃會減少總支出或淨支出” [58]。
- 佛羅里達州在2008年所做的一項研究，經過18個月後發現，疾病管理計劃“對醫院或急診室的使用、Medicare的支出、護理品質或處方藥的使用幾乎沒發生整體的影響”[59]。
- 在2008年所發表的一篇論文說，除很少數的例外，把哮喘患者隨機分配給透過電話作疾病管理、或者透過增強疾病管理（包括呼吸治療師到府服務）、或是傳統護理，三種方式的結果並無顯著差異[60]。
- CMS在2009年，對在1999年至2008的10年之間示範項目其中的35個疾病管理計劃所做的審查發現，品質改善的情況相對較少（根據中性預算的形式作評估）[61]。
- 在2009年所做的一項隨機試驗中，與僅透過藥物治療相比，使用高強度和中等強度的疾病管理，經過24個月後，戒菸率並未提高[62]。
- 在2010年發布的一項隨機試驗結果，確定疾病管理對從退伍軍人醫療管理局（英语：Veterans Health Administration）出院的慢性阻塞性肺病患者，可降低急診就診和住院次數[63]。在2011年對這項研究的事後數據分析估計，疾病管理為每位患者節省的淨成本是593美元[64]。
- 在2011年發表的一項在西班牙的研究，將52例因心臟衰竭住院的患者，出院後作常規護理，52例回家接受訪診，52例接受電話追踪管理，52例送進院內心臟衰竭單位[65]。在中位數為10.8個月的追踪結果，四組的住院或死亡率無顯著差異[65]。
- 在受到聯邦醫療補助（Medicaid）覆蓋的18至64歲的慢性病患者中，與對照組相比，一組接受利用電話做疾病管理的患者在門診次數、住院、或花費方面均未減少[66]。此外，這項在2011年所做的研究中，接受疾病管理的小組，其就診次數比未接受疾病管理的小組要稍微少一點[66]。

## 延伸閱讀
- Todd, Warren E., and David B. Nash. Disease management: a systems approach to improving patient outcomes. Chicago: American Hospital Pub., 1997.  ISBN 1-55648-168-3
- Couch, James B. The health care professional's guide to disease management: patient-centered care for the 21st century. Gaithersburg, MD: Aspen Publishers, 1998. ISBN 0-8342-1166-1
- Patterson, Richard. Changing patient behavior: improving outcomes in health and disease management. San Francisco: Jossey-Bass, 2001. ISBN 0-7879-5279-6
- Disease management for nurse practitioners. Springhouse, PA: Springhouse, 2002.  ISBN 1-58255-069-7
- Howe, Rufus S.  The disease manager's handbook. Sudbury, MA: Jones and Bartlett, 2005.  ISBN 0-7637-4783-1
- Huber, Diane.  Disease management: a guide for case managers. St. Louis: Elsevier Saunders, 2005.  ISBN 0-7216-3911-9
- Nuovo, Jim, editor.  Chronic disease management. New York, NY: Springer, 2007.  ISBN 978-0-387-32927-7
- Evidence-based nursing guide to disease management. Philadelphia: Lippincott Williams & Wilkins, 2009. ISBN 978-0-7817-8826-7